# Nirwana

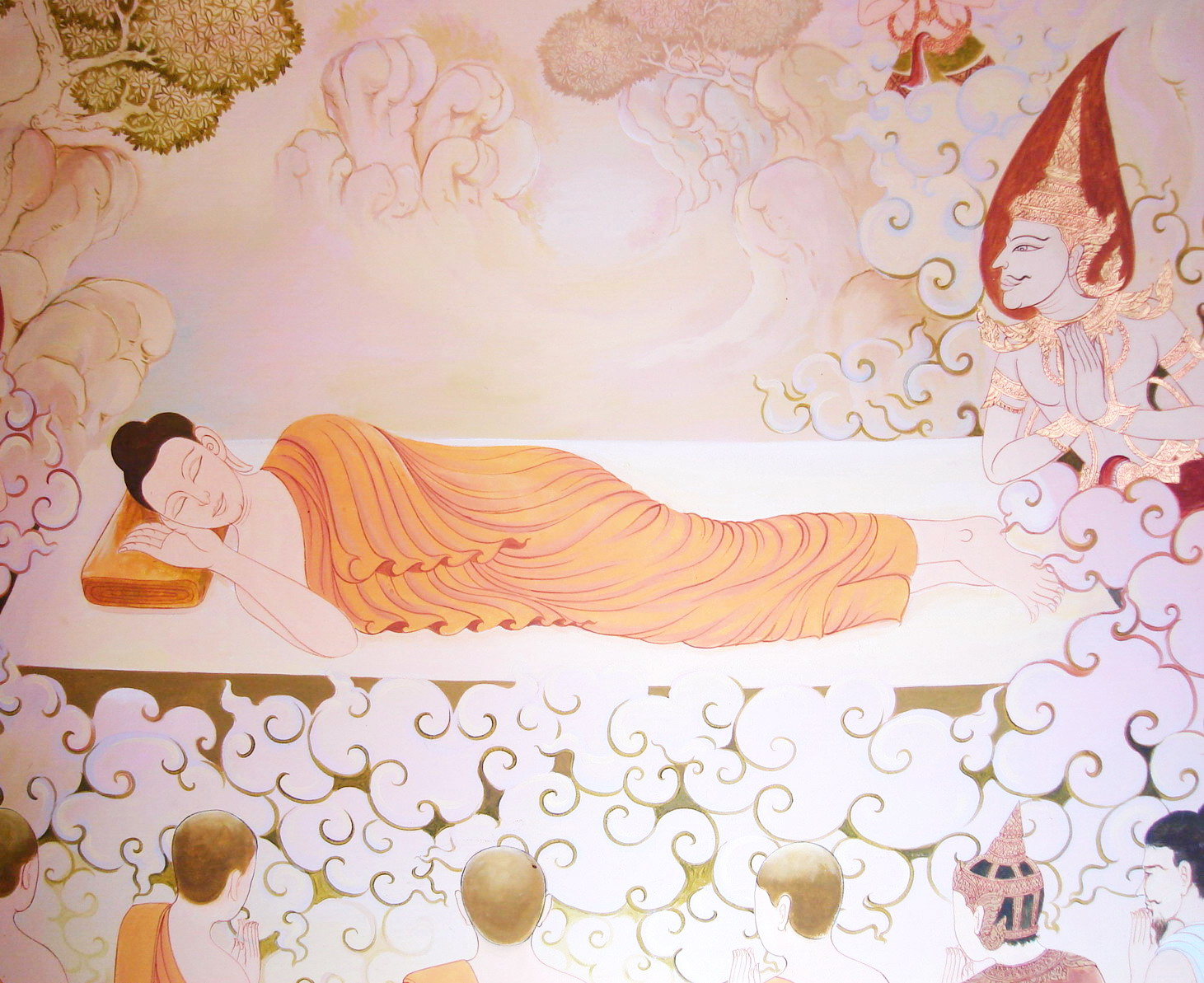
Darstellung von Buddha im Nirvana im Tempel Wat Tha Thanon, Uttaradit, Thailand

Nirwana oder Nirvana (Sanskrit निर्वाण nirvāṇa n.; nis, nir ‚aus‘, vā ‚wehen‘) bzw. Nibbana (Pali: nibbāna) ist ein buddhistischer Schlüsselbegriff, der den Austritt aus dem Samsara, dem Kreislauf des Leidens, des Daseins und der Wiedergeburten (Reinkarnation) durch Erwachen (Bodhi) bezeichnet. Das Wort bedeutet „Erlöschen“ (wörtlich „verwehen“, von einigen Buddhisten auch aufgefasst als „erfassen“ im Sinne von verstehen) im Sinne des Endes aller mit falschen persönlichen Vorstellungen vom Dasein verbundenen Faktoren wie Ich-Sucht, Gier, Anhaften (Upadana).
Ebenso bezeichnet Nirwana den Gegensatz zum immanenten Kreislauf des Samsara, die absolute Transzendenz – ungeboren, ungeworden, unerschaffen, ungestaltet –, das „dem Sinnen (Denken, Nachdenken, Reflektieren) Unzugängliche“, in dem es weder Subjekt noch Objekt, weder Raum noch Zeit, weder Differenzierungen noch nennbare Eigenschaften gibt.

## Nirwana aus der Perspektive verschiedener buddhistischer Schulen

### Nirwana in frühbuddhistischen Schulen

#### Methoden zum Erreichen des Nirwanas im Theravada-Buddhismus
Nirwana wird erreicht im Loslassen von allen Anhaftungen an die Bedingungen des Samsara. Folglich bedeutet Nirwana manchen Meinungen zufolge nicht etwas, das sich erst mit dem Tod einstellt, sondern kann – die entsprechende mentale oder spirituelle Entwicklung vorausgesetzt – schon im Leben erreicht werden (Zustand des Arhat). Nirwana wird vom historischen Buddha an mehreren Stellen des Suttapitaka „das höchste Glück“ genannt. Dieses keinem Entstehen, Vergehen und Anderswerden unterworfene Wohl ist allerdings nicht ein angenehmes Gefühl, sondern ein Glück unabhängig und jenseits aller Gefühle, Bedingungen und Gestaltungen. Nirwana ist gleichbedeutend mit innerer Ruhe und besteht im Freisein von aller Unruhe des Geistes, allen Wünschen und Denkvoraussetzungen. Nirwana bezeichnet damit einen spezifischen, aber ungewöhnlichen und im Samsara weitgehend unbekannten Geisteszustand. Er wird auch beschrieben als bildlos (animitta), richtungslos (apranihita) und unterscheidungslos (ekalakshana).
Durch intensive Betrachtung eines der drei Merkmale des Daseins („Unbeständigkeit“, „Leidhaftigkeit“, „Leerheit“) durchläuft der Meditierende verschiedene Erkenntnisstufen (Vipassanâ-ñâna). Die kontinuierliche neutrale Beobachtung aller Daseinsphänomene (Gefühle, Sinnesobjekte, Gedanken) führt zu einer allmählichen Loslösung und gipfelt in der sogenannten Erfahrung des Maggaphala („Moment der Frucht“). Dieses Ereignis, das im Theravada als die eigentliche Erfahrung des Nirwanas gilt, verändert den Meditierenden und führt zu einem „Bruch mit der Welt“. Die Eindringlichkeit und Stärke dieser Erfahrung macht auch den Grad der „Erlöstheit“ eines Menschen aus.

#### Stufen der Erleuchtung
Im Pali-Kanon werden vier Stufen der „Erleuchtung“ eines Menschen unterschieden:
1. die Stufe des Stromeintritts (Pali: sotapatti)
2. die Stufe der Einmalwiederkehr (Pali: ekadagami)
3. die Stufe der Nichtwiederkehr (Pali: anagami)
4. die Stufe der Arhatschaft (Pali: arahatta)

Der Stromeingetretene, der Nirwana das erste Mal „erfährt“, wird durch die De-Identifikation mit seiner Welt (dem „Anprasseln“ aller Sinneswahrnehmungen) befreit und soll höchstens siebenmal wiedergeboren werden können, da der Prozess der Weltablösung sich von nun an verselbständigt. Innerhalb dieser restlichen sieben Wiedergeburten kann er nicht unterhalb der menschlichen Existenz wiederkehren. Der Einmalwiederkehrer (der Nirwana ein zweites Mal tiefer erfährt) hat nur noch (maximal) eine einzige Wiedergeburt in der Götter- oder Menschenwelt vor sich. Der Nichtwiederkehrer wird ebenfalls nur noch ein weiteres Mal wiedergeboren – allerdings in einer bestimmten sehr feingestalteten Welt, dem Bereich der „Brahmas“.
Die Arhatschaft gilt als höchste Verwirklichung des Nirwanas. Ein Arhat hat keine weitere Wiedergeburt vor sich. Obwohl er mit dem Körper noch im Leben steht, ist er innerlich befreit und steht gleichsam außerhalb der Welt. Im Pali-Kanon sind unzählige Gleichnisse überliefert, die den Zustand eines solchen Heiligen in Form von Bildern zu beschreiben versuchen. Berühmt ist der Vergleich mit einem Lotosblatt: So wie ein Tropfen Wasser, der ein Lotosblatt berührt, dieses zwar trifft, aber nicht daran hängen bleibt, so wird der Heilige, solange sein Körper noch besteht, zwar von aller Wahrnehmung getroffen, diese bleibt aber nicht an ihr hängen (erzeugt keine Anhaftungen).

### Nirwana aus der Sicht verschiedener Schulen des Mahayana-Buddhismus

#### Nirvana aus der Sicht der Madhyamaka-Schule
In der Madhyamaka-Schule hat Nirwana einen positiven Charakter, da hiermit die niederen Aspekte des Ich abfallen (erlöschen). Nagarjuna versteht das wirklich Reale als Shunyata (Leerheit). Nirwana ist demgemäß die Erkenntnis der Leere, aus der und in der alles Vergängliche lebt, auf Grundlage eines einheitlichen Empfindens sowie Einblick in die Einheit von Welt (Samsara), Körper, Seele und Geist. Es kann als Freiheit von Anhaftungen an Zustände von Unglück, Zufriedenheit und Glück verstanden werden. Zugleich ist es die Erfahrung der Glückseligkeit im intensiven Wahrnehmen der eigenen Identität mit einem absoluten Bewusstsein.

## Rezeption in Westeuropa und Hintergrund
Der Begriff ist schwer zu definieren und hat in der Rezeptionsgeschichte des Buddhismus im Westen zu Missverständnissen geführt. Im Verlauf einer längeren Übersetzungsgeschichte aus dem Sanskrit bis ins Thailändische wurde das Wort von dort aus zunächst mit „Nichts“ in den westeuropäischen Sprachraum übertragen. Diese irreführende Übersetzung hat dem Buddhismus aus der Perspektive der westeuropäischen Philosophie den Vorwurf eingebracht, es handele sich um eine nihilistische Lehre.

## Nichtkanonische und neuzeitliche Äußerungen über Nirwana
In der Interpretation Nyanatiloka Mahatheras ist Nirwana gleichbedeutend mit einem Leben in der Ruhe und im Glück: „Ein Buddha lebt sanftmütig in einer Welt des Kampfes. Er verweilt suchtlos in einer Welt der Süchte. Er ruht leidbefreit in einer Welt des Leidens. Nirwana ist das höchste Glück. Gut ist es, einen Erleuchteten zu treffen. Sein Licht erhellt die Welt. Seine Weisheit weist den Weg zum Glück.“
Rolf Elberfeld konstatiert zwei Stufen des Nirwana: Auf der ersten Stufe „ist der Mensch frei von aller Begierde und hat seine karmischen Wirkkräfte auf ein Minimum reduziert. Auf dieser Stufe muss der Mensch noch essen, atmen, sich bewegen. Die zweite Stufe der Befreiung bzw. des Nirwana ist durch die vollständige Vernichtung aller Veränderungen gekennzeichnet. Auf dieser zweiten Stufe des Nirvana, die nur mit dem physischen Tod erreicht werden kann, kommen alle fünf Daseinsgruppen zur absoluten Ruhe. Diese absolute Ruhe impliziert auch, dass keine karmischen Wirkungen mehr vorhanden sind, die zu einer neuen Wiedergeburt führen könnten.“ Der Zustand absoluter Ruhe ist die Befreiung vom Lebenskreislauf und wird durch das Anupadishesha-Nirwana (Nikaya) erreicht, einem Ereignis „nach dem Tode“, durch das die Wiederverkörperung überwunden werden kann (Shozen Kumoi, zit. nach Elberfeld, S. 75). In Mittelindien ist mit Parinirvana auch nur der Tod eines Mönches oder einer Nonne gemeint.